# Lymnaea raphidia
Lymnaea raphidia is een slakkensoort uit de familie van de Lymnaeidae. De wetenschappelijke naam van de soort is voor het eerst geldig gepubliceerd in 1860 door Bourguignat.